# Караєв Кара Абульфаз-огли
Кара Караєв (5 лютого 1918 — 13 травня 1982) — азербайджанський радянський композитор, Народний артист СРСР, лауреат Державних премій (1946 і 1948 роки), академік АН Азербайджанської РСР (1959), батько композитора Фараджа Караєва.

## Біографія
Народився в Баку в інтелігентній родині — батько, відомий в Азербайджані ще з дореволюційного років педіатр, Абульфаз Караєв, відмінно знав народну музику, любив виконувати мугами, мати — Сона ханум, одна з перших випускниць музучилища — бакинської філії Російського музичного товариства.
Першу музичну освіту одержав на робочому факультеті при консерваторії. У 1935—1938 роках навчався у Бакинській консерваторії, у 1938—1941 — у Московській консерваторії в класі композиції Р.Рудольфа. Закінчив консерваторію по закінченню війни — у 1946 році (займався у класі Д.Шостаковича).
Вів активну творчу, педагогічну та громадську діяльність. З 1946 веде педагогічну роботу, з 1957 професор Азербайджанської консерваторії (в 1949-52 директор). Серед учнів К. — Р. Гаджиєв, А. Бабаєв, А. Меліков й ін. Був художнім керівником Азербайджанської філармонії, керівником сектора музики інституту азербайджанського мистецтва. З 1953 очолював Спілку композиторів Азербайджанської РСР, з 1962 секретар Союзу композиторів СРСР. Депутат Верховної Ради СРСР 5-8-го скликань.
Нагороджений орденом Леніна, орденом Жовтневої Революції й орденом Трудового Червоного Прапора.

## Творчість

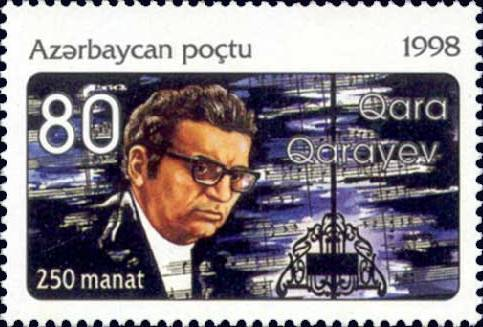
Кара Караєв

Кара Караєв активно розвиває найкращі традиції світового й національного мистецтва, шукає нові виразові засоби. Великим досягненням є його балети — «Сім красунь» за мотивами Нізамі (пост. 1952, Баку) і «Тропою грому» (пост. 1958, Ленінградський театр опери й балету ім. С. М. Кірова, Ленінська премія, 1967). Кара Караєв — автор трьох симфоній (особливо значна 3-я симфонія — 1965), концерту для скрипки з оркестром (1967). Серед інших симфонічних творів: сюїти з балетів «Сім красунь» й «Тропою грому», поема «Лейли й Меджнун» (1947; Державна премія СРСР, 1948), «Албанська рапсодія» (1952), симфонічні гравюри «Дон Кіхот» (1960) і інші. Автор опери «Батьківщина» («Ветен», разом із Дж. Гаджиєвим, пост. 1945; Державна премія СРСР, 1946), романсів, струнного квартету (1947), доробку для скрипки й фортепіано, музики до драматичних спектаклів (більше 20), у тому числі «Антоній та Клеопатра» Шекспіра (премія ім. М. Ф. Ахундова, 1965), та фільмів (більше 20).

## Пам'ять
Іменем Кара Караєва названі:
- Станція метро в Баку.
- Вулиця в Імішлі та проспект у Баку.
- Дитяча музична школа № 75 в Москві.
- Дитяча музична школа № 8 в Баку.
- Меморіальна дошка в Москві в Трьохпрудному провулку, 11/13 (ск. Х.Хагверді, арх. П.Козлов, відкрита 20 червня 2014).

У Баку в парку поруч з кінотеатром «Нізамі» встановлено пам'ятник Кара Караєву.

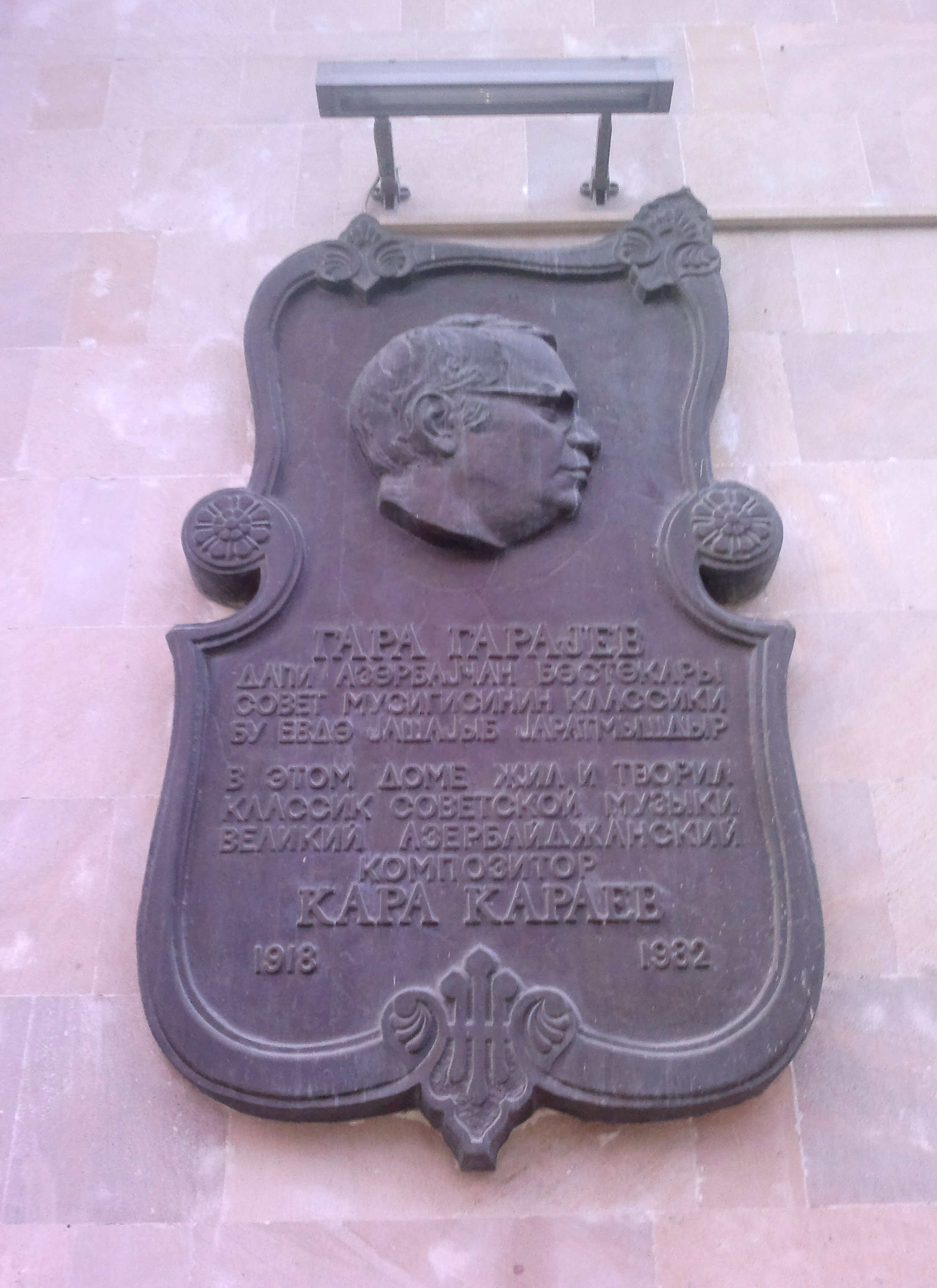
Меморіальна дошка на стіні будинку в Баку, в якому жив Кара Караєв
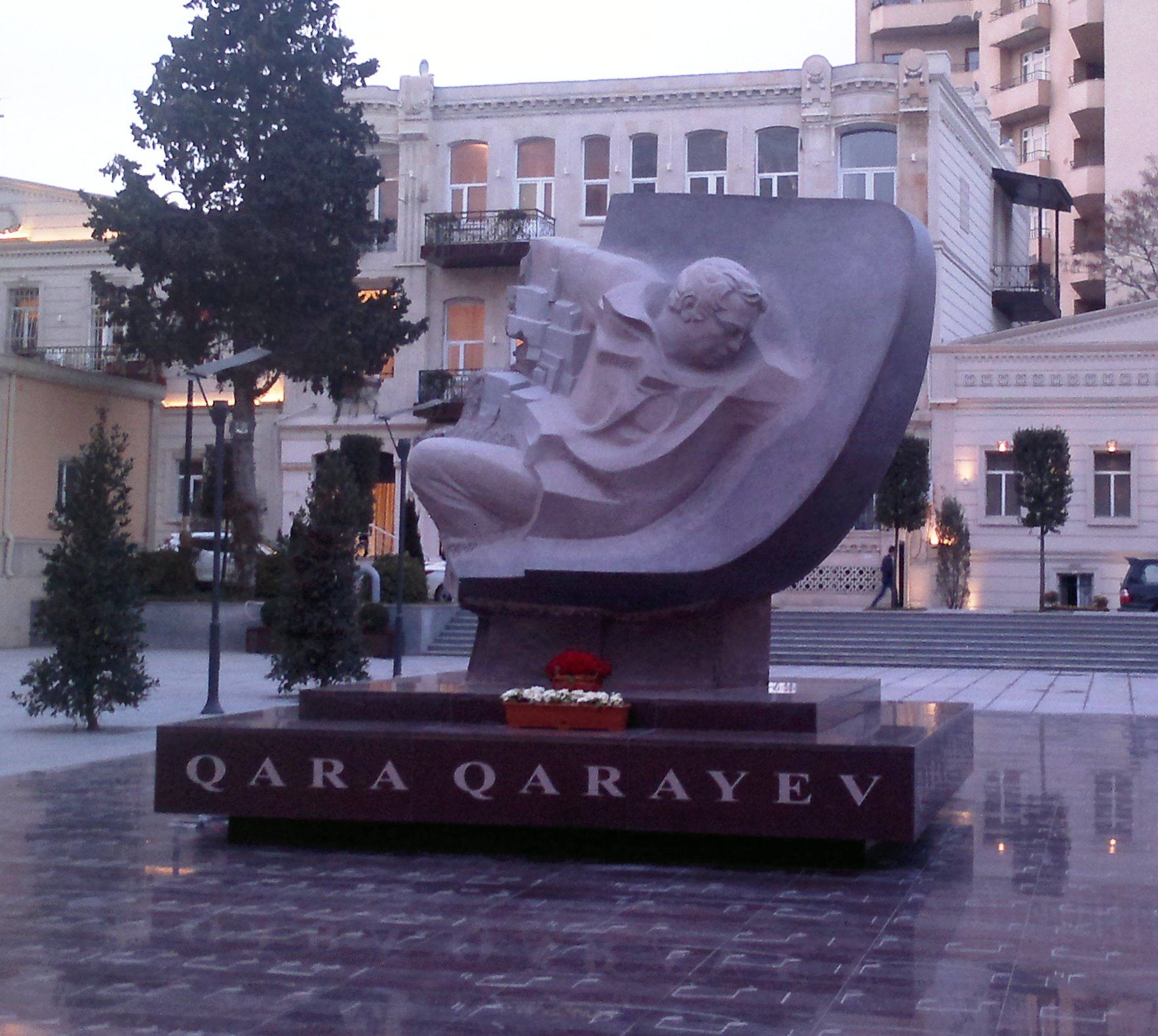
Пам'ятник Кара Караєва в Баку